# Лука Девоті
Лука Девоті (італ. Luca Devoti, 2 січня 1963) — італійський яхтсмен.
Учасник Олімпійських Ігор 1996 року.